# Sông Đông (New York)
Sông Đông (tiếng Anh: East River) là một lạch nước mặn ở thành phố New York. Tuy có tên là "River" nhưng đây không phải là con sông theo đúng nghĩa, mà là lạch nước biển nối Vịnh Thượng New York ở phía nam và Long Island Sound ở phía bắc, tức ngăn Long Island và vùng đất liền. Trên Long Island là hai quận Queens và Brooklyn. Còn bên đất liền là the Bronx và Manhattan. Từ Long Island Sound sông chảy về hướng nam nên còn được gọi là Sông Nam. Lạch biển này bị thủy triều chi phối nên dòng nước thay đổi luôn. Khi nước lớn thì chảy ngược lên phía bắc, còn nước ròng thì luồng nước đổ về Vịnh Thượng New York.